# جاي ليفين
جاي ليفين (بالإنجليزية: Jay Levin)‏ هو صحفي أمريكي، ولد في 1943 في نيويورك في الولايات المتحدة.